# Kurajîn, Nova Ușîțea
Kurajîn (în ucraineană Куражин) este localitatea de reședință a comunei Kurajîn din raionul Nova Ușîțea, regiunea Hmelnîțkîi, Ucraina.

## Demografie
Componența lingvistică a localității Kurajîn
     Ucraineană (98,37%)
     Rusă (1,41%)
     Alte limbi (0,22%)
Conform recensământului din 2001, majoritatea populației localității Kurajîn era vorbitoare de ucraineană (98,37%), existând în minoritate și vorbitori de rusă (1,41%).